# Siria (provincie romană)

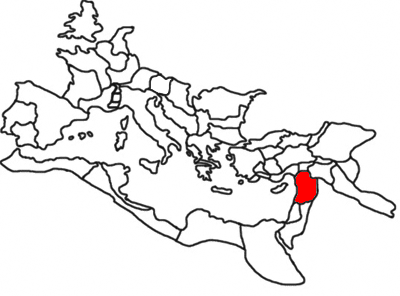
Provincia Siria (în jurul anului 120 d.C.)

Siria a fost o provincie romană, anexată în 64 î.Chr. de Pompei în urma celui de Al Treilea Război Mitridatic și care cuprindea nordul Levantului. Siria va rămâne provincie romană, respectiv bizantină până în anul 637, când va fi anexată de către arabi. 
Capitala Siriei romane a fost Antiohia. Alte orașe importante au fost Palmira și Damascul.

## Forțele armate
Imperiul Roman a staționat în Siria patru legiuni, pentru apărarea frontierei estice, care se învecina cu parții.
Între cohortele trimise în Siria s-a numărat Cohors I Ulpia Dacorum⁠(en)[traduceți], cu un efectiv de 600 de militari (480 de infanteriști și 120 de călăreți).